# Ultimate Comics: Avengers
«Ultimate Comics: Avengers» — серия комиксов издательства «Marvel Comics». 
На выставке «New York Comic Con» в 2009 был анонсирован бренд «Ultimate Comics», под которым стали выходить комиксы вселенной «Marvel Ultimate» после событий серии «Ultimatum». Марк Миллар, сценарист и создатель «The Ultimates», «Ultimate Fantastic Four» и «Ultimate X-Men», стал сценаристом новой серии «Ultimate Comics: Avengers», работой над иллюстрациями занялись Карлос Пачеко и Дэнни Мики.

## Сюжет

### Следующее поколение
Спустя 3 недели после Ультиматума Соколиный Глаз и Капитан Америка пытаются остановить ограбление Здания Бакстера, сталкиваясь при этом с Красным Черепом. Похитив из Здания Бакстера Космический Куб, Череп легко побеждает Капитана Америка и, прежде чем выкинуть его из вертолета, признается ему что он — Красный Череп — его сын.
Кэп сбегает из Трискелиона, чтобы узнать правду. Оказывается, после исчезновения Роджерса у его невесты Гейл рождается сын. Его забирают военные, и мальчик содержится на специальной военной базе. В возрасте 17 лет он уже превосходит отца по всем показателям, а затем убивает весь персонал и сбегает. Чтобы стереть все сходства с легендарным отцом он сдирает с лица кожу с помощью ножа и берёт имя Красный Череп.
Для поимки Капитана Америка и Красного Черепа директор Щ.И.Т.а Кэрол Дэнверс вновь запускает программу «Мстители». Руководить новой командой будет Ник Фьюри, спонсировать — брат Тони Старка Грегори, а в команду войдут Красная Оса, Воитель, Черная Вдова-2, Соколиный Глаз и умный клон Халка. Совместными усилиями им удается нейтрализовать Роджерса. Тем временем Череп находит способ активировать Космический Куб.
Мстители вступают в бой с Черепом в его штабе на Аляске. Тем временем Кэп опять сбегает и угоняет новейший реактивный истребитель. Мстители уже проигрывают неравный бой, когда появляется Роджерс и протыкает Черепа истребителем.
В больнице Трискелиона Череп говорит с отцом и матерью. Он рассказывает, что его целью было вернуться с помощью Куба в прошлое и воссоединить свою семью. После ухода Стива Роджерса из больницы Фьюри убивает Черепа.
Проект «Мстители» оказался удачным, Фьюри и Старк решают продолжить сотрудничество.

### Преступление и Наказание
Ник Фьюри получает приказ из Белого Дома - вице-президент просит о защите от неизвестного существа. Для осуществления операции Фьюри вербует новых агентов — Карателя (Фрэнк Кастл) и учителя Брюса Баннера - Первого Халка (Тайрон Кэш). При попытке остановить неизвестного преступника выясняется что это — Призрачный Гонщик. Умный Халк и Вдова идут к зомби-пауку - одному из подопытных в лаборатории Старка. Он обладает способностью к телепатии и рассказывает им историю Призрачного Гонщика.
Джонни Блейз и его подруга Роксана были жестоко убиты байкерами-сатанистами и принесены в жертву демону Мефисто. Взамен Мефисто даровал им власть. Но после смерти Блейз возвращается в облике демона мести — Призрачного Гонщика чтобы покарать своих убийц. Он убивает всех кроме одного. Оставшийся — это вице-президент США.
Вице-президент продает душу Мефисто и сам превращается во второго Призрачного Гонщика. Но Блейзу и Мстителям удается его победить. После этого Призрачный Гонщик остается служить Мефисто, а Соколиный Глаз помогает Карателю сбежать из «Мстителей».

### Блэйд против Мстителей
В Нью-Йорке повышается активность вампиров. Блэйд пытается найти нового главаря нью-йоркских вампиров Энтони.
Рэй Коннорс - мальчик с историей, похожей на историю Мэтта Мердока. После Ультиматума и гибели Мэтта, Рэя в больнице навещает Стик — слепой учитель Сорвиголовы. Он берёт Рэя в ученики и тот со временем становится новым Сорвиголовой.
Умный Халк сбегает из Трискелиона и тут же попадает к вампирам. С его помощью вампиры обращают Стика и Сорвиголову. Мстители идут по их следам и попадают в засаду вампиров. Сорвиголове удается укусить Капитана Америка. 
Мстители отступают в Трискелион, однако за ними проникает Блэйд и пытается убить Кэпа, но ему это не удается. 
Кэп-вампир сбегает, а Блэйда арестовывает Фьюри. Охотник на вампиров рассказывает ему, что Энтони хочет собрать армию вампиров со сверхспособностями. На базе вампиров Халк убивает Энтони и становится новым королем вампиров. К ним присоединяется Капитан Америка.
Армия вампиров атакует Трискелион. Им удается нейтрализовать Тони Старка и Перуна (одного из новичков) и обратить Великана. Капитану Америка удается сопротивляться инстинктам вампира. 
Вампиры теснят героев. Они побеждают Блэйда и Ника Фьюри. Но Кэпу удается прийти в себя. Он поднимает молот Перуна и переносит весь Трискелион в Иран. Вампиры, не переносящие солнечного света, сгорают. Победу героев омрачает лишь одно — раны Тони Старка смертельны.